# تاریخ ایوبیان
تاریخ ایوبیان: مفرج الکروب فی اخبار بنی ایوب کتابی از جمال الدین واصل با ترجمهٔ پرویز اتابکی است که در سال ۱۳۸۳ منتشر و در مراسم کتاب سال جمهوری اسلامی ایران به‌عنوان کتاب برگزیده معرفی شد.